# Histoire de Nogent-le-Rotrou

Les armoiries de Nogent-le-Rotrou se blasonnent ainsi :
D'azur au lion d'argent accosté de deux fleurs de lis d'or.
Historique: Ces armoiries figuraient déjà dans lArmorial général de France de Charles d'Hozier (1696).

 (octobre 2016).
Motif : Les sections Moyen Âge et Époque moderne sont particulièrement confuses (éléments de généalogie superfétatoires)
L'histoire de Nogent-le-Rotrou (Eure-et-Loir) commence à la préhistoire, se prolonge à l'époque gallo-romaine comme le montrent les vestiges archéologiques et nous est connue, par les textes, à partir du haut Moyen Âge. Devenue siège d'une importante seigneurie, la ville échut à différentes familles jusqu'à la Révolution française. L'essor de la cité débute à l'époque moderne avec le développement de l'industrie textile. À partir du XIXe siècle, la ville s'ouvrit à la modernité jusqu'à nos jours.  

## Préhistoire
Des vestiges préhistoriques, dont des monuments mégalithiques, ont été découverts à Nogent-le-Rotrou et dans les communes voisines. Nogent appartenait au territoire du peuple gaulois des Carnutes.

## Antiquité
Nogent était habitée à l'époque gallo-romaine, en témoignent des fours romains découverts dans la ville, ainsi que des restes de fondations à la base des murs d'enceinte du château Saint-Jean.

## Moyen Âge

### Evangélisation de Nogent-le Rotrou pendant le haut Moyen Age
Jusqu'au XVIe siècle, une immense forêt couvrait l'essentiel de ce que l'on a plus tard appelé le Perche (Pays de bois) et rendait la région de Nogent difficilement accessible. C'est seulement au VIe siècle qu'Avit de Micy, Laumer de Corbion, Bomer et Ulphace évangélisèrent Nogent et sa région. Durant le Haut Moyen Âge, la forêt du Perche servit plusieurs fois de refuge aux armées. Au Xe siècle, le Perche était partagé entre les seigneurs de Chartres, de Châteaudun, de Châteauneuf, du Corbonnais et de Vendôme.
Pendant ce temps, appelée Nogentum (« nouveau peuple »), la ville se développait lentement. Elle était protégée par un castel, plusieurs fois détruit et à chaque fois reconstruit.

### Nogent pendant la féodalité
En 955, Thibaut Ier « le Tricheur », comte de Blois, confia Nogent à son fidèle vassal Rotrou, premier du nom. La seigneurie de Nogent fut érigée en comté du Perche à la fin du XIe siècle. Nogent connut une croissance urbaine forte à cette époque, grâce à l'établissement de plusieurs bourgs autour du château, à la construction d'un donjon au début du XIe siècle et à la fondation par Geoffroy III en 1029 de l'abbaye bénédictine de Saint-Denis, qui devint en 1080 un prieuré clunisien.
Rotrou III le Grand (1100-1144) étendit son autorité sur plus de 500 fiefs grâce à une administration efficace et au prestige que lui procurèrent ses performances militaires face à son rival Robert de Bellême ainsi que lors de la première croisade. C'est grâce à sa renommée que la ville fut ensuite appelée Nogent-le-Rotrou. En 1134 et 1135, Nogent-le-Rotrou fut successivement détruite par des inondations puis par un incendie. Les Rotrou étaient très pieux : Rotrou III et son fils Rotrou IV, beau-frère du roi de France Louis VII, enrichirent le prieuré de Saint-Denis et lui octroyèrent des privilèges sans cesse plus étendus, Rotrou IV fonda la maison-Dieu (hôpital) en 1182, et son fils Geoffroy V établit la collégiale Saint-Jean en 1194.
Le château fut complété d'une enceinte au XIIe siècle, tandis que l'on commençait à fixer par écrit les coutumes du Perche. La mort du dernier comte du Perche de la famille des Rotrou, Guillaume, en 1226, entraîna le rattachement du Perche au domaine royal en 1227 : le comté fut gouverné pendant 200 ans par une branche cadette de la famille royale : les comtes d'Alençon et du Perche, issus d'abord des Capétiens directs au XIIIe siècle, puis des Capétiens-Valois aux XIVe et XVe siècles. Les droits des Capétiens sur le Perche ont été apportés par Blanche de Castille, la mère de saint Louis, qui descendait des Rotrou en concurrence avec bien d'autres : Julienne/Juliette du Perche fille du comte Geoffroy II < petite-fille Blanche de Navarre, épouse de Sanche III de Castille < petite-fille Blanche de Castille. Un bailli fut alors établi dans le Perche, dont la capitale se déplaça progressivement vers Mortagne et Bellême.

### Les seigneurs de Nogent-le-Rotrou duXIIIeauXVesiècle
Localement, la baronnie de Nogent-le-Rotrou échut à des descendants des Rotrou en lignée féminine, notamment les Château-Gontier ou les Châteaudun : en 1230, Jacques de Château-Gontier († 1263) est sire de Nogent (par sa fille Emma, † vers 1270, ses descendants se retrouvent dans les Maisons de La Guerche et Pouancé, puis de Beaumont-au-Maine (-sur-Sarthe) et de Valois-Alençon, évoqués ci-dessus). Un complexe féodal se constitue autour des seigneuries de Nogent, Rémalard, Le Theil et Préaux. Vers 1257, Jacques de Château-Gontier cède Nogent au roi Louis IX qui donne cet ensemble de seigneuries à Thibaud le Chansonnier de Champagne-Navarre, ou à sa fille Blanche de Navarre duchesse de Bretagne (Thibaud IV le Chansonnier : † 1253, issu des Rotrou par son ancêtre Julienne du Perche ci-dessus, femme de Gilbert de Laigle < Marguerite de L'Aigle, x Garcia V Ramirez de Navarre au XIIe siècle < arrière-petit-fils Thibaud le Chansonnier, qui était donc un parent des Capétiens et de Blanche de Castille mère de saint Louis). Vers 1262, Jean Ier le Roux de Dreux, duc de Bretagne, époux de Blanche de Navarre, devient sire de Nogent et de Rémalard, et leur petit-fils le duc Arthur II épouse en secondes noces Yolande de Dreux, comtesse de Montfort-l'Amaury (petite-fille de Jeanne de Châteaudun, elle-même fille de Geoffroi VI de Châteaudun et de Clémence des Roches, fille du sénéchal Guillaume).
Au XIVe siècle, la fille d'Arthur II et de Yolande de Dreux, Jeanne de Bretagne, est dame de Nogent : elle épouse Robert de Flandre de Cassel, puis leur fille Yolande de Flandre se marie avec Henri IV, comte de Bar (Bar-le-Duc). Nogent passe alors de façon quelque peu erratique à différents descendants des Bar, dont les Luxembourg-Ligny-St-Pol : au XVe siècle, le duc Robert Ier de Bar, fils de Yolande de Flandre, cède Nogent à son fils cadet, Charles († 1392) ; puis en 1401 à sa fille Bonne de Bar et à son mari le connétable Valéran de Luxembourg-Ligny, comte de St-Pol († 1415) ; enfin à un autre fils, le cardinal Louis, évêque de Verdun et duc de Bar († 1431). Jeanne de Bar (1415-1462), comtesse de Soissons et de Marle, petite-nièce du cardinal Louis et arrière-arrière-petite-fille de Yolande de Flandre, l'obtient ensuite avec son mari le connétable Louis de Luxembourg, comte de St-Pol (petit-neveu de Valéran III).

### Nogent-le-Rotrou pendant la guerre de Cent Ans
Nogent-le-Rotrou fut fortement affectée par les désordres qui touchèrent le royaume de France au XIVe siècle et au début du XVe siècle. Le monastère de Saint-Denis fut dévasté vers 1302 par les habitants de Nogent, pour une raison inconnue. Au cours de la guerre de Cent Ans, les Anglais s'emparèrent de la ville en 1359 après un violent combat sur le pont Saint-Hilaire, avant de rendre la ville l'année suivante à la paix de Brétigny. En 1427, Salisbury reprit la ville et incendia le château, qui ne fut réparé qu'à la fin du siècle.

### Vicissitudes de la seigneurie de Nogent-le-Rotrou au Bas Moyen Age
Isabelle de Luxembourg, sœur du connétable Louis, et son mari Charles IV d'Anjou, comte du Maine et de Guise, baron de Sablé, héritent de Nogent : frère du bon roi René, Charles IV d'Anjou-Maine était également un descendant des Bar par sa grand-mère maternelle Yolande de Bar (autre petite-fille de Yolande de Flandre ; sœur de Charles, de Bonne et du cardinal Louis ci-dessus). Leur fils Charles V duc d'Anjou, comte du Maine, de Guise et de Provence († 1481) leur succède. Après une interruption explicitée ci-dessous, Nogent passe à la sœur de Charles V d'Anjou, Louise d'Anjou, épouse de Jacques d'Armagnac, comte de la Marche et duc de Nemours : leurs six enfants, les comtes et comtesses de Guise : Jacques, Jean, Louis, Marguerite, Catherine et Charlotte d'Armagnac, seront sires et dames de Nogent-le-Rotrou et de Sablé jusqu'en 1504 (Charlotte † en août 1504 ; elle venait d'épouser Charles de Rohan-Gié).
La parenthèse qui vient d'être évoquée court de 1481 à 1487, où Nogent est tenu en 1481-1482 par le roi Louis XI, héritier de son cousin Charles V d'Anjou-Maine : en effet par sa mère la reine Marie d'Anjou, sœur du roi René et de Charles IV du Maine, femme de Charles VII, Louis XI est un autre descendant des Bar ; il cède Nogent en 1482 à Jacques de Luxembourg, sire de Richebourg († 1487) frère du connétable Louis et d'Isabelle de Luxembourg.
A l'extinction des Anjou-Armagnac-Nemours, Nogent repasse au début du XVIe siècle aux Luxembourg-Ligny : au cardinal Philippe († 1519, évêque du Mans) et à son frère François († vers 1511, vicomte de Martigues), neveux du connétable Louis (deux fils de son frère Thibault de Luxembourg, comte de Brienne et sire de Fiennes) ; puis à leur cousine Marie Ire de Luxembourg, comtesse de St-Pol, petite-fille du connétable Louis et de Jeanne de Bar ci-dessus.

## Époque moderne

### Les seigneurs de Nogent-le-Rotrou duXVIesiècleà la Révolution française
Marie de Luxembourg-St-Pol épouse François de Bourbon, comte de Vendôme, et elle cède Nogent en 1518 à leur fils cadet François Ier († 1545, comte de St-Pol et mari de la duchesse Adrienne d'Estouteville). Leur fils François II, comte de St-Pol, en hérite mais meurt dès 1546 ; il est aussi dit que le maréchal Jean Caraccioli reçut un moment Nogent de François Ier. Nogent passe ensuite à la sœur de François II : Marie II, comtesse de St-Pol et duchesse d'Estouteville, et à son mari qui est aussi son cousin germain : Jean de Bourbon († 1557, comte de Soissons et d'Enghien, fils cadet du duc Charles de Vendôme, le frère aîné de François Ier de St-Pol). Nogent passe en 1557 au frère benjamin de Jean, comte d'Enghien et de Soissons : 

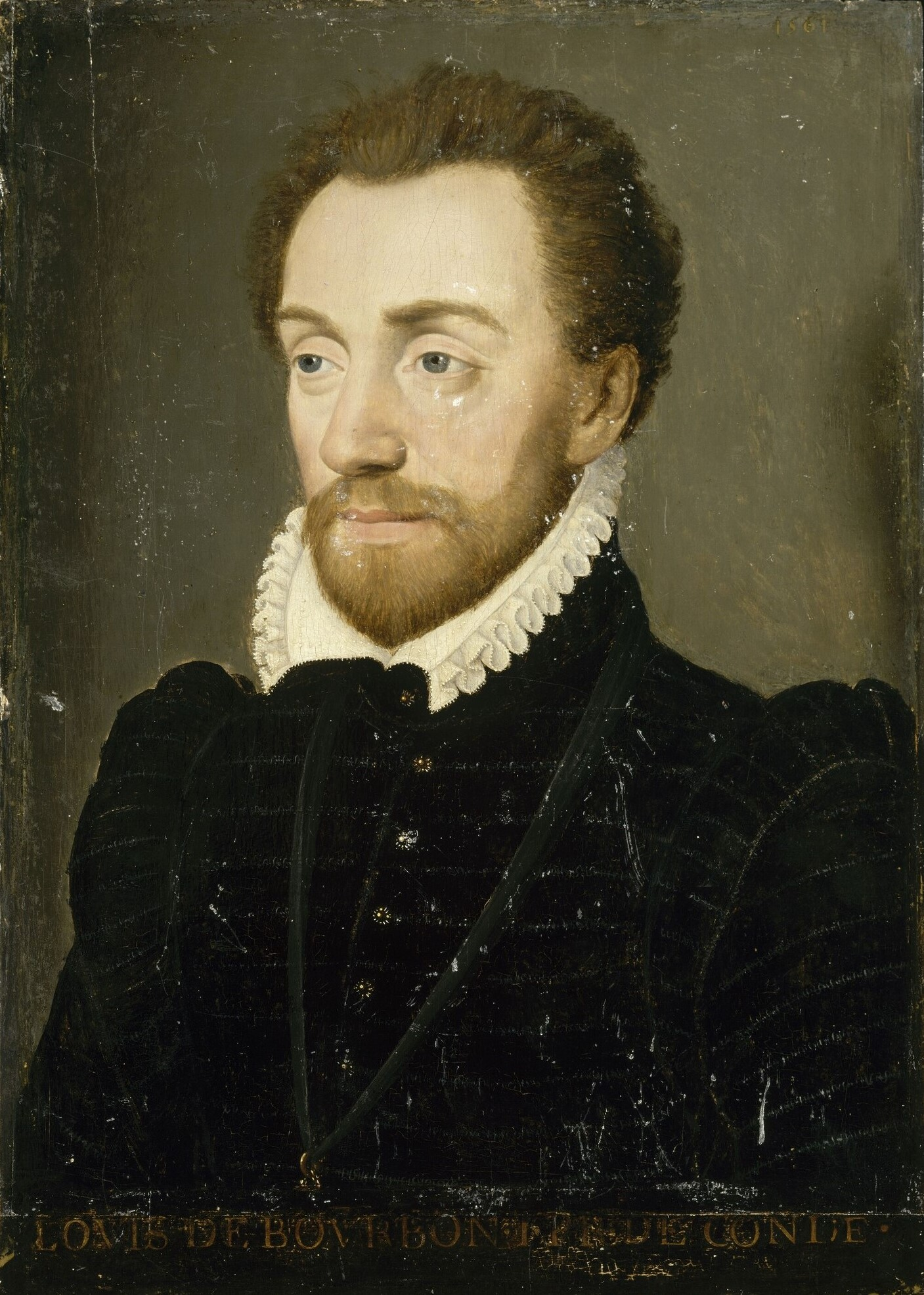
Louis Ier de Bourbon (1530-1569), prince de Condé, seigneur de Nogent-le-Rotrou et chef du parti protestant au début des guerres de religion.

Louis, prince de Condé († 1569), qui aura aussi Rémalard et un moment Châteauneuf-en-Thymerais. Jean de Soissons et Louis de Condé ont pour frère aîné Antoine de Bourbon, roi de Navarre et duc de Vendôme: ils sont donc les oncles paternels d'Henri IV. En 1566, Nogent et Rémalard forment le duché-pairie d'Enghien-le-Français, non enregistré. Deux fils de Louis de Condé se partagent alors Nogent : Henri Ier, prince de Condé († 1588) et son demi-frère Charles, comte de Soissons (né à Nogent en 1566 ; † 1612).
La succession passe au fils d'Henri Ier, le prince Henri II de Condé, qui vend Nogent-le-Rotrou en 1624 au grand Sully (1559-1641). Sully voulait se constituer par achats un ensemble seigneurial dans le Perche et en Chartrain : il acquit aussi Rémalard, Villebon, Champrond, Montlandon, Courville.
Sully transmet ensuite la baronnie de Nogent-le-Rotrou à son fils cadet François de Béthune (1602-1678), duc d'Orval et de Nogent (juin 1652, duché non enregistré, érigé à Nogent mais portant aussi le nom d'Orval en souvenir d'un fief berrichon acquis par Sully puis vendu/échangé aux Condés), frère cadet de Maximilien II-duc de Sully, marié 1° en 1621 à Jacqueline, fille du maréchal Jacques Nompar, duc de Caumont-La Force, puis 2° à Anne de Harville de Palaiseau († 1716 ; petite-fille de Claude de Harville et Catherine Jouvenel des Ursins). Les Béthune d'Orval conservent Nogent-le-Rotrou presque jusqu'à la Révolution, avec le titre de marquis ou comte d'Orval et de Nogent-le-Béthune (le duché, non enregistré, ne s'est pas transmis). Parmi les enfants du duc François et de Jacqueline de Caumont-La Force :
- - Maximilien-Léonor marquis de Béthune, le fils aîné, † prédécédé en 1646 à Piombino ; - Philippe, le troisième fils, † 1682, vicomte de Meaux (cette Vicomté avait été achetée/échangée aux Condés par son grand-père, le grand Sully, en 1627, et Philippe la cède dès son vivant à son cousin le duc Maximilien III : succession de Meaux et des ducs de Sully jusqu'en 1729 à l'article Maximilien II ; x Geneviève de Miée, petite-fille de Roberte de Pellevé de Rebetz d'Amayé : leur fille Marie-Anne-Angélique est religieuse à Port-Royal) ; - Marguerite-Angélique (1653-1711), abbesse de St-Pierre de Reims ; - Anne-Léonore-Marie, abbesse de Giffe (sa demi-sœur Anne-Eléonore, née du 2°, 1657-1733, en sera également abbesse) ;
- et - Maximilien-Alpin († 1692), le deuxième fils, marquis de Béthune et comte d'Orval et de Nogent, x 1668 Catherine, fille de Georges de La Porte de Montagny et Vatteville-sur-Seine, dont :
  - Françoise de Béthune d'Orval, x 1689 François-Armand marquis de Caulaincourt : - leur petite-fille Marie-Antoinette-Gabrielle de Caulaincourt épouse Pierre Grimod du Fort (1692-1748), fermier général et sire d'Orsay, d'où Pierre Gaspard Marie Grimod d'Orsay (1748-1809), père du général comte d'Orsay et grand-père du célèbre dandy Alfred d'Orsay, acquéreur en 1779 du comté de Nogent-le-Rotrou (voir ci-dessous) ; - par ailleurs le célèbre général de Caulaincourt, duc de Vicence, était un arrière-arrière-petit-fils du marquis François-Armand et de Françoise de Béthune ;
  - et son frère Maximilien-François, † 1685 prédécédé, marquis de Courville et Villebon, x 1684 Marie-Jeanne-Catherine, fille Henri-Auguste d'Orléans-Longueville-Rothelin
    - Louis-Pierre-Maximilien VII (1685-1761), comte d'Orval-Nogent, marquis de Courville et Villebon, 6e duc de Sully et prince d'Henrichemont et Boisbelle en 1729/1730 (Succession de son lointain cousin de la branche aînée, Maximilien VI Henri, † 1729 sans postérité, voir ci-dessous ; les 5 premiers ducs de Sully sont donnés à l'article consacré à Maximilien II), x 1709 Louise, fille de Nicolas des Marets de Maillebois. Parents de : 
      - - Louise-Nicole-Maximilienne (1710-1766), x 1731/1736 Louis-Vincent marquis de Guébriant (1659-1744), neveu du maréchal et veuf de Marie-Madeleine des Marets de Maillebois, gouverneur des forts de Verdun et Morlaix (le Taureau) ; - et sa sœur Madeleine-Henriette-Maximilienne (1714-1802), comtesse d'Orval-Nogent-le-Béthune, dame de Courville et Villebon, x 1743 avec postérité Charles-François comte de l'Aubespine (1719-1790) : c'est elle qui vend le comté de Nogent-le-Rotrou en 1779 à un cousin éloigné, Pierre-Gaspard Grimod d'Orsay rencontré plus haut, contre 591 000 livres, et le marquisat de Courville en 1785 à Catherine Perrisel. Puis ses descendants L'Aubespine[7] vendront le domaine de Villebon en 1812 à Jules-Frédéric de Pontoi, père du marquis Jules-Frédéric-Paul de Pontoi-Pontcarré.
- leur demi-frère - Armand (1656-1737), fils du duc François et d'Anne de Harville, d'abord abbé de Sénanques en 1683-1715, de Saint-Pierre et Saint-Paul de Poultières au diocèse de Langres, et de Blanche-Couronne en 1716-1729, comte d'Orval ; il prétend vainement au duché de Sully en 1729 mais il est débouté en mars 1730 au profit de son petit-neveu Louis-Pierre-Maximilien ci-dessus par un arrêt du Conseil du Roi (Daniel-Charles Trudaine étant le rapporteur)[8] ; x 1729 Jeanne (1703-1752), fille de Jean Aubéry marquis de Vatan et sœur du marquis Félix de Vatan, d'où :
  - Maximilien VIII Antoine-Armand (1730-1786 ; l'Encyclopédie fait remarquer l'énorme différence d'âge au décès entre Maximilien VIII et son oncle Maximilien-Léonor ci-dessus, † 1646 : 140 ans ! ; vicomte de Meaux à sa naissance)[8], 7e duc de Sully, prince d'Henrichemont et Boisbelle ; la Couronne rachète en septembre 1766 la principauté de Boisbelle ; x 1749 Louise-Gabrielle de Châtillon-Porcien, fille d'Alexis II Madeleine-Rosalie 1er duc de Châtillon, dont :
    - Maximilien (IX) Alexis (1750-† 1776 prédécédé), le prince d'Henrichemont , x 1767 Henriette-Marie-Rosalie († 1772), fille de Charles-Léonard de Baylenx/de Baylens marquis de Poyanne et d'Antoinette-Madeleine Olivier du Bois de Leuville et Vandenesse : Parents de Maximilienne-Augustine-Henriette de Béthune (1772-1833), x 1° 1790 Armand-Louis-François-Edmé de Béthune de Chârost d'Ancenis (1770-† guillotiné le 28 avril 1794 ; fils prédécédé du duc Armand II Joseph), et 2° 1802 Eugène-Alexandre de Montmorency, duc de Laval (1773-1851) : sans postérité de ses deux unions
    - et son frère Maximilien IX (X) Gabriel-Louis (1756-1800), le vicomte de Béthune, 8e duc de Sully, x 1780 Alexandrine-Barbe-Hortense, fille de Timoléon d'Espinay-Saint-Luc-Lignéris (à Bazancourt et Froméricourt, Bouricourt, Beaulévrier, Haincourt, Sully...) (1763-1809) : Parents de Maximilien X (XI) (1784-1807), 9e et dernier duc de Sully.

### Développement et déclin de l'industrie textile (XVIe—XVIIIesiècle)

#### La prospérité de Nogent-le-Rotrou auxXVIeetXVIIesiècles
Le XVIe siècle vit le développement rapide de la production et du commerce des serges et étamines de Nogent-le-Rotrou, exportées dans toute l'Europe et vers le Nouveau Monde. On produisait également du vin et du cidre dans les campagnes environnantes,. La ville connut un essor intellectuel et artistique important à la Renaissance, et vit la naissance du poète de la Pléiade Rémy Belleau. L'Hôtel de ville et les halles furent bâtis en 1533, et le pavement des rues de Nogent commença en 1556.
La Coutume du Perche fut révisée en 1558, dans la grande salle du chapitre de Saint-Denis. Mais les guerres de Religion frappèrent Nogent, après que Louis de Bourbon, seigneur de Nogent, ait pris la tête du parti protestant. La collégiale fut incendiée en 1568, et un chef catholique normand fit pendre la garnison protestante du château quelques mois plus tard.
Plusieurs couvents et un collège furent fondés au cours du XVIIe siècle, tandis que la prospérité du Perche était assurée par une proto-industrie textile et métallurgique en plein essor. Louis XIII et sa mère la régente Marie de Médicis firent une halte dans la ville le 10 septembre 1614. Maximilien de Sully, ministre protestant d'Henri IV, acquit en 1624 la seigneurie de Nogent, mais n'y résida pas en raison de l'opposition des moines de Saint-Denis ; il y fut néanmoins enterré à sa mort en 1641.

#### Le déclin de la production textile à la fin de l'Ancien Régime

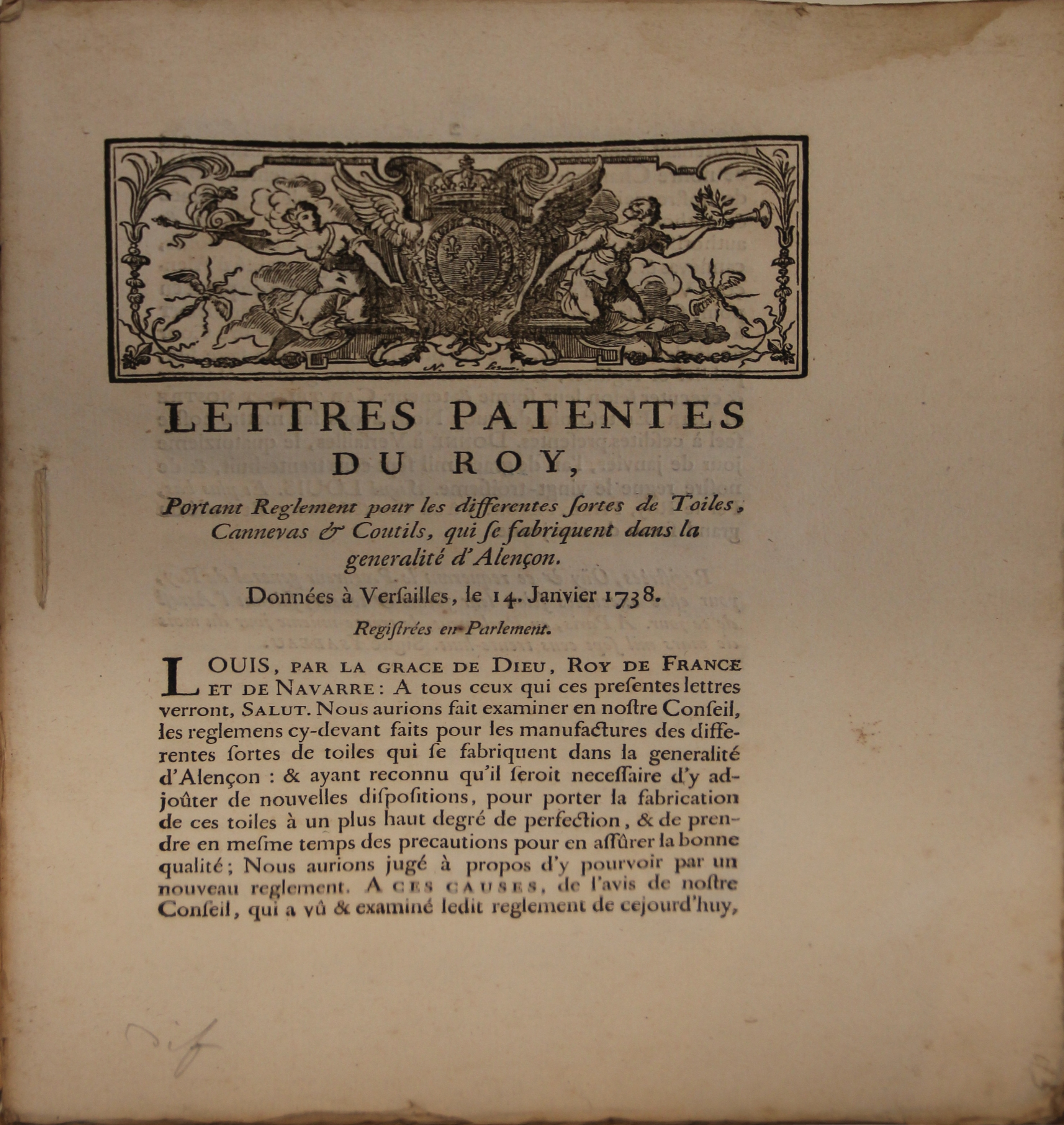
Lettres patentes du 14 janvier 1738 (Musée municipal de Nogent-le-Rotrou)

La Révocation de l'édit de Nantes (1685) entraîna l'émigration de nombreux fabricants de tissus et le début du déclin de cette industrie. À partir de 1723, la monarchie publia plusieurs arrêts visant à combattre la fraude qui aggravait encore les difficultés de ce secteur. Le 14 janvier 1738, le roi Louis XV, par lettres patentes, prenait des mesures contre la fraude qui dépréciait les textiles fabriqués dans le Perche. 
De 25 000 pièces en 1693, la production des étamines chuta à 7 000 pièces en 1787 et 3 500 en 1802. Cette crise fut néanmoins compensée par l'essor de l'élevage des chevaux percherons, recherchés pour leur vigueur et leur endurance.
On commença au milieu du XVIIIe siècle à assécher les marais du centre de la ville. La ville, durement affectée par les difficultés économiques, fut le théâtre d'événements précurseurs de la Révolution : la population se révolta contre les corvées en 1780, et les capucins se plaignirent en 1784 qu'ils étaient insultés par les « gens du peuple ».

## Epoque contemporaine

### Révolution française et Empire, Nogent-le-Rotrou, cité paisible
Les violences liées à la Révolution française touchèrent peu Nogent-le-Rotrou, rebaptisée brièvement Nogent-le-Républicain et promue chef-lieu de district, puis sous-préfecture. Les tombes de Sully et de sa femme, ainsi que celles des Rotrou, furent néanmoins violées. En 1790, à la suite de la dissolution de la communauté de Saint-Denis deux ans auparavant, les différents couvents que comptait la ville furent fermés. La collégiale Saint-Jean cessa ses activités en 1793, l'église des Capucins en 1794 et l'église Notre-Dame-des-Marais en 1798. Aucun de ces édifices religieux, dont plusieurs étaient en mauvais état, ne rouvrit par la suite. 
La commune acheta en 1806 les bâtiments du prieuré Saint-Denis pour en faire un collège, un tribunal et une prison.

### XIXesiècle

#### La population victime du choléra auXIXesiècle
Le centre-ville fut transformé dans les années 1810 et 1820, par la création de nouvelles rues, le nivellement de places, la construction de fontaines et la plantation d'allées. Une inondation toucha durement la ville en 1841, et l'épidémie de choléra tua 117 personnes en 1849. Le chemin de fer arriva en 1854 à Nogent-le-Rotrou, qui devint bientôt une étape sur les axes Paris-Nantes et Paris-Rennes-Brest de la Compagnie de l'Ouest.

#### Guerre de 1870-1871
Les environs de Nogent-le-Rotrou furent le théâtre d'une bataille opposant les armées française et prussienne, le 7 janvier 1871 durant la guerre de 1870-1871. Le duc de Mecklembourg envisagea un temps de bombarder le château Saint-Jean.

#### Nogent-le-Rotrou ville de garnison

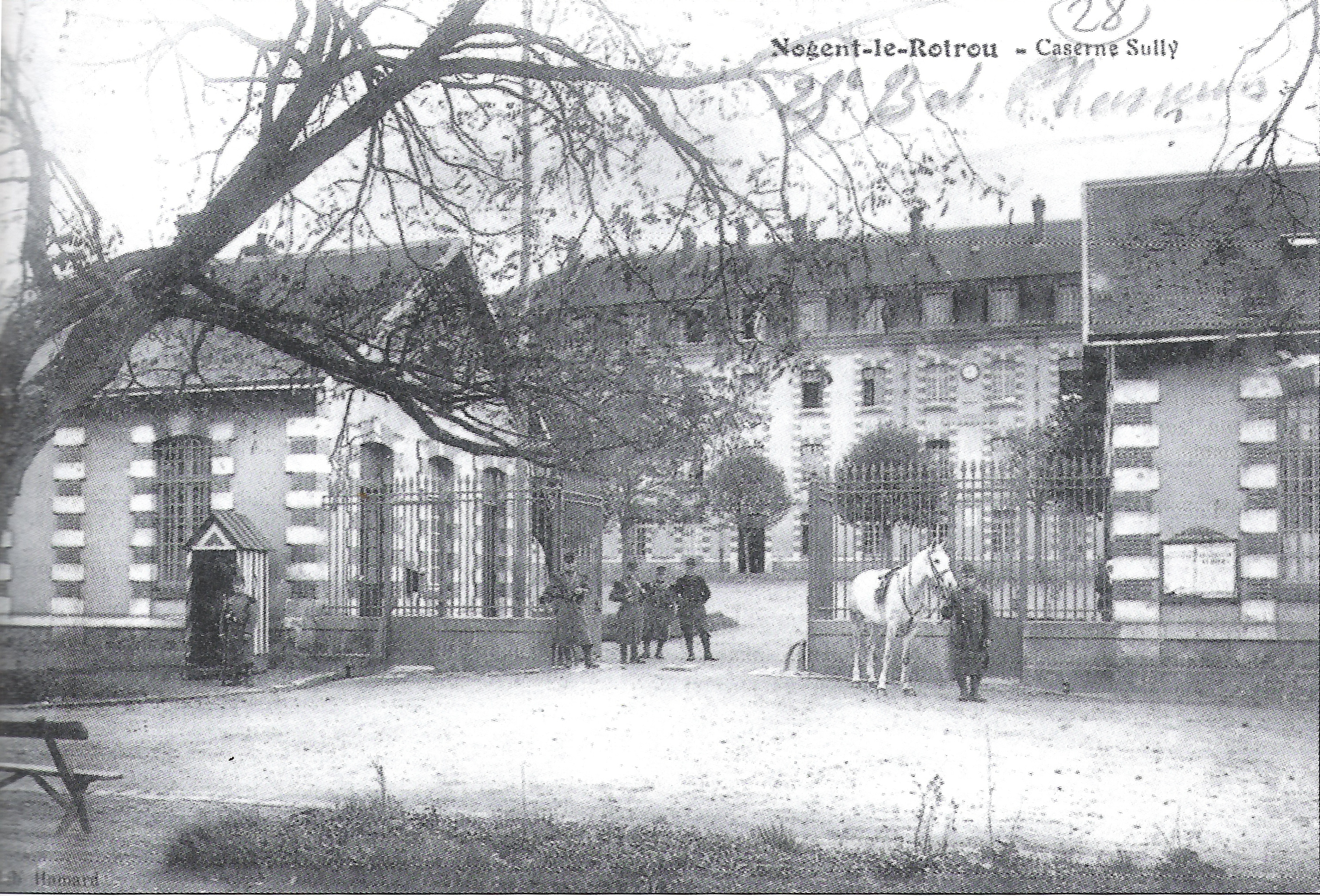
La caserne Sully, construite en 1875.

Si Nogent-le-Rotrou avait eu au Moyen Âge une large vocation militaire, celle-ci a presque entièrement disparu avant la Révolution.
En 1875-1876, la caserne Sully est néanmoins construite pour le 103e régiment d'infanterie de Laval,.
Plusieurs formations s'y succèdent pendant un siècle, notamment le premier bataillon du 115e régiment d'infanterie de Mamers à partir de 1880 et le deuxième bataillon du régiment des télégraphistes coloniaux à partir de 1948. Depuis 1981, la caserne Sully est occupée par la première unité d'instruction et d'intervention de la sécurité civile (UIISC 1).
Le chemin de fer arriva à Nogent-le-Rotrou en 1854 avec l'ouverture, le 16 février, du tronçon Chartres-Nogent-le-Rotrou ; le 1er juin 1854, Nogent-le-Rotrou fut reliée au Mans. 

#### La rénovation urbaine de la fin duXIXesiècle
La fin du XIXe siècle constitua une période de modernisation et d'embellissement sans précédent de la ville : éclairée au gaz en 1865, elle fut équipée d'un réseau d'adduction d'eau dans les années 1880 et de trottoirs dans les années 1890. De nouvelles places, rues et boulevards furent percés au tournant du siècle.

### XXesiècle

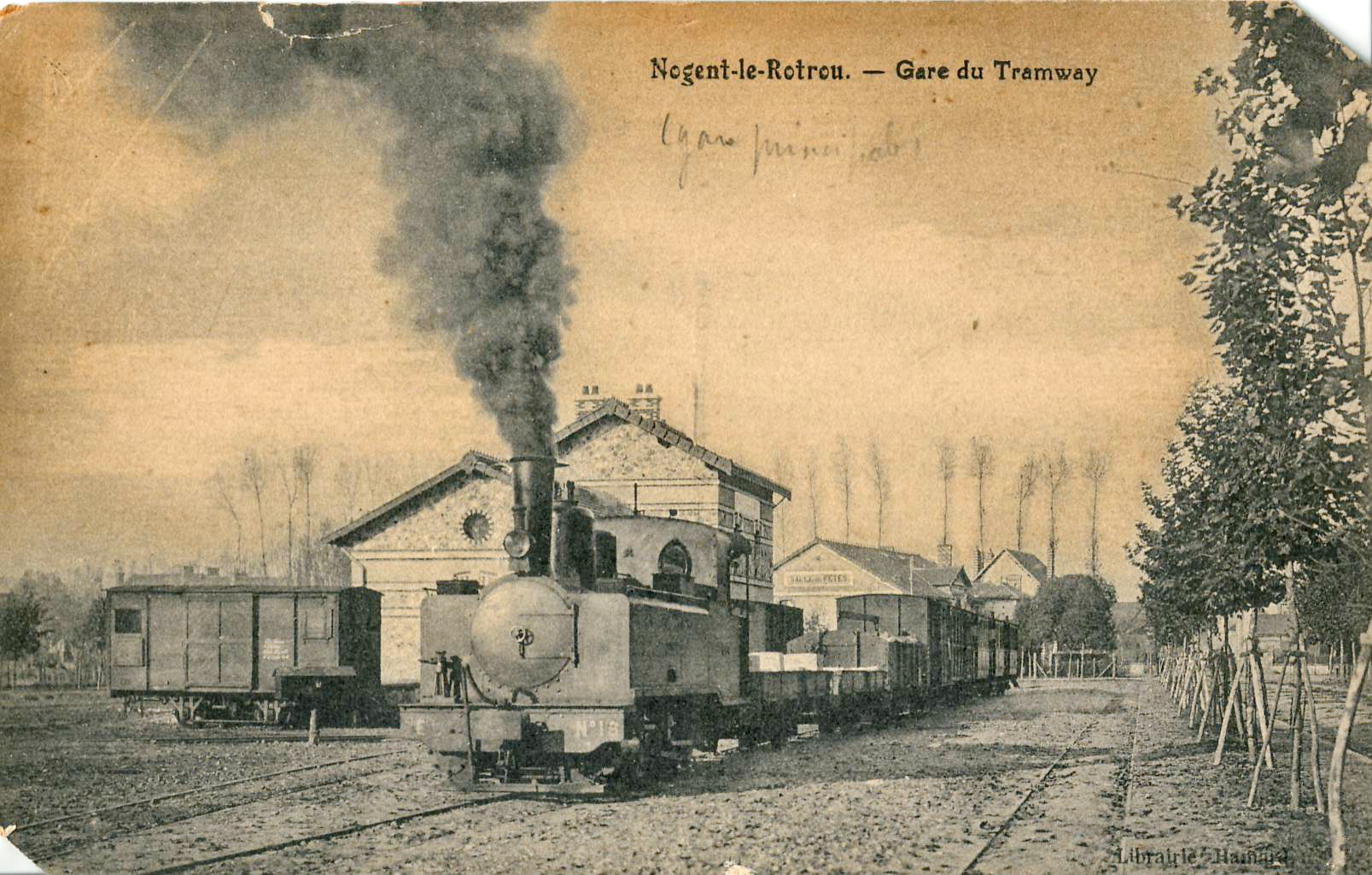
La gare des Tramways d'Eure-et-Loir, dont la ligne à voie étroite vers Bonneval fonctionna de 1908 à 1933.

Nogent-le-Rotrou ne fut pas directement touché par la Première Guerre mondiale, les combats se déroulant dans le nord-est de la France, mais des Nogentais furent mobilisés et pour certains tués au front. 
La modernisation de la ville se poursuivit au début du XXe siècle : l'électrification commença juste avant le premier conflit mondial, et Nogent-le-Rotrou s'équipa d'une salle des fêtes en 1922 et d'un stade en 1924. La ville perdit son statut de sous-préfecture en 1926, aux côtés de 105 autres villes françaises, dans un but d'économie budgétaire.

#### L'arrivée de réfugiés espagnols
Entre le 29 janvier 1939 et le 8 février, plus de 2 000 réfugiés espagnols fuyant l'effondrement de la république espagnole devant les troupes de Franco, arrivèrent en Eure-et-Loir. Devant l'insuffisance des structures d'accueil (le camp de Lucé et la prison de Châteaudun rouverte pour l’occasion), 53 villages furent mis à contribution, dont Nogent-le-Rotrou. Les réfugiés, essentiellement des femmes et des enfants (les hommes seront désarmés et retenus dans le Sud de la France), furent vaccinés et soumis à une quarantaine stricte : le courrier fut limité, le ravitaillement, s'il fut peu varié et cuisiné à la française, est cependant assuré. Une partie des réfugiés rentrèrent en Espagne, incités par le gouvernement français qui facilita les conditions du retour. Cependant en décembre, 922 préférèrent rester et furent rassemblés à Dreux et Lucé.

#### Nogent-le-Rotrou pendant la Seconde Guerre mondiale

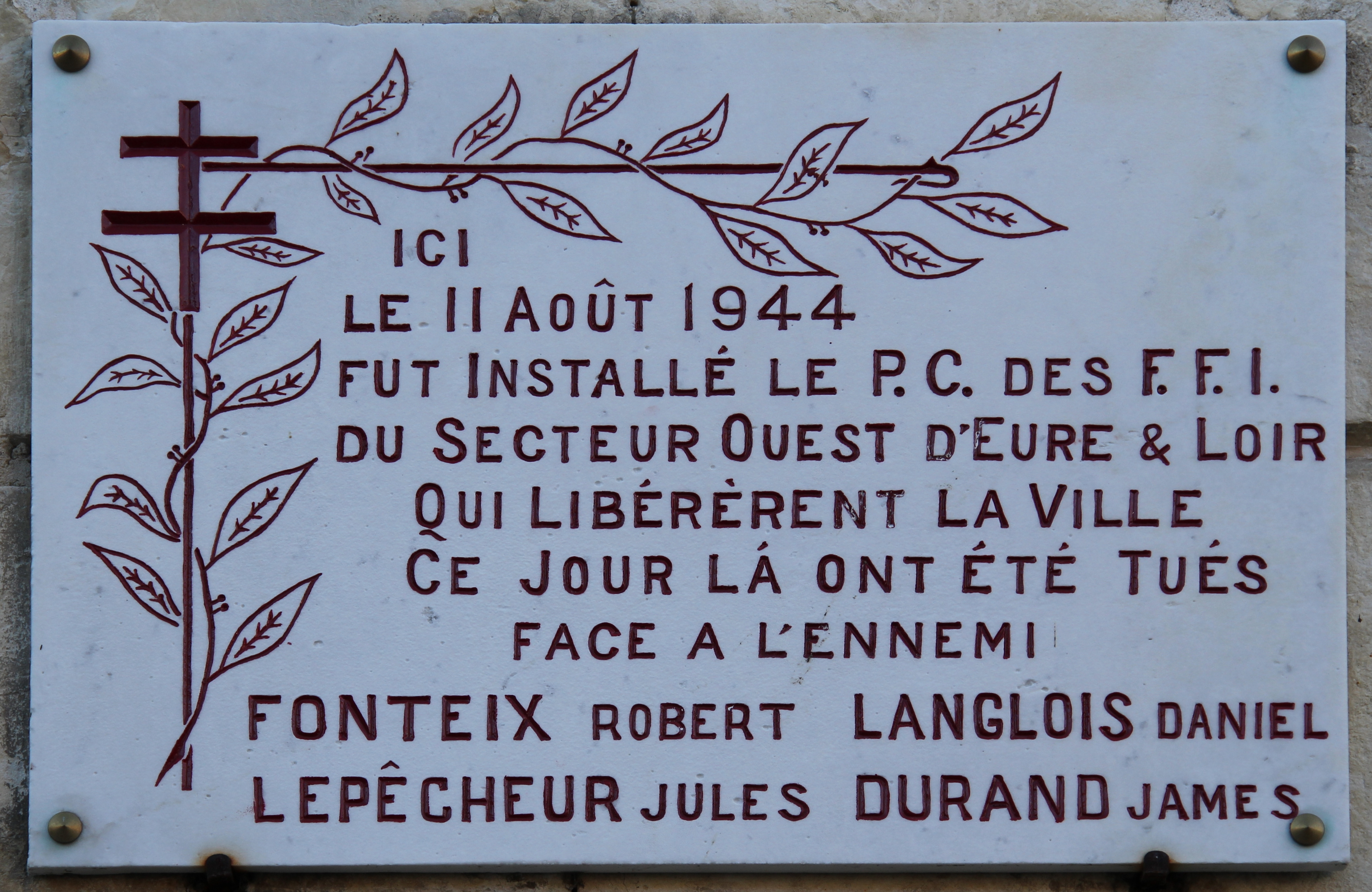
Plaque mémorielle de la Libération de la ville.

Nogent-le-Rotrou redevint sous-préfecture en 1943. L'armée allemande bombarda Nogent-le-Rotrou les 15 et 16 juin 1940, et entra dans la ville le 17 juin. Les statues de Rémy Belleau, de Sully et du général de Saint-Pol, personnalités illustres de la ville, furent déboulonnées en 1943. 
L'action de la Résistance, entamée en 1941, s'accentua à partir du débarquement du 6 juin 1944, à moins de 200 kilomètres de là. La ville fut libérée le 11 août 1944 par le maquis de Plainville, et le lendemain, la Troisième armée américaine du général Patton la traversa au cours de son offensive-éclair. Le général de Gaulle entra dans la ville le 20 août.

#### Le développement de la ville pendant les Trente Glorieuses
À l'instar de ce qui se déroulait dans beaucoup de villes françaises à cette époque, les Trente Glorieuses furent pour Nogent-le-Rotrou une période d'extension urbaine par la création et de grands équipements et de nouveaux quartiers, en 1955 aux Gauchetières (à l'ouest de la ville) et en 1971 sur le plateau Saint-Jean (à l'est).

#### Nogent-le-Rotrou à la fin duXXesiècle
L'installation de l'unité d'instruction et d'intervention de la sécurité civile n°1 (UIISC 1) à Nogent-le-Rotrou en 1981 permit la création de plusieurs centaines d'emplois dans une ville qui voyait disparaître sa petite industrie. 
L'ouverture de l'autoroute A11 en 1975 et de la rocade à partir des années 1980 contribuèrent à réduire le trafic routier devenu considérable dans le centre. La municipalité s'est concentrée sur le développement du tourisme à partir des années 1990, avec la création d'une base de loisirs à Margon et la restauration du château Saint-Jean.